# Procloeon debilis
Procloeon debilis is een haft uit de familie Baetidae. De wetenschappelijke naam van de soort is voor het eerst geldig gepubliceerd in 1860 door Walker.
De soort komt voor in het Oriëntaals gebied.